# Peziza boltonii
Peziza boltonii är en svampart som beskrevs av Quél. 1878. Peziza boltonii ingår i släktet Peziza och familjen Pezizaceae.   Inga underarter finns listade i Catalogue of Life.